# Loch of Craiglush
Loch of Craiglush är en sjö i Storbritannien.   Den ligger i kommunen Perth and Kinross och riksdelen Skottland, i den norra delen av landet, 600 km norr om huvudstaden London. Loch of Craiglush ligger 121 meter över havet. I omgivningarna runt Loch of Craiglush växer i huvudsak blandskog.